# Pädagogische Hochschule Hannover
Die Pädagogische Hochschule Hannover diente von 1946 bis 1969 der Lehrerausbildung in Niedersachsen. Sie trug den Namenszusatz Minister-Becker-Hochschule. Bereits zuvor gab es ihr ähnliche Einrichtungen.

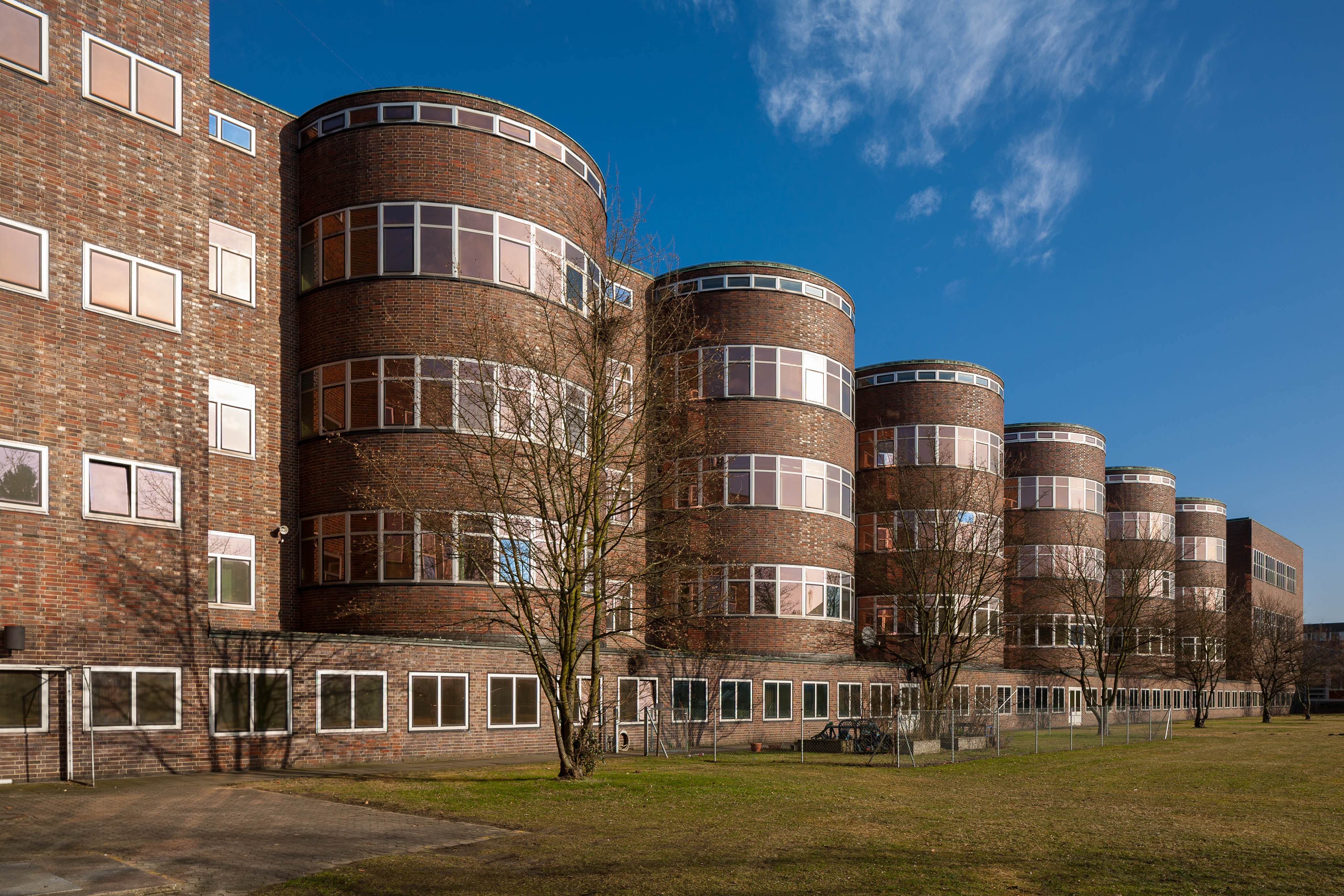
Südseite des Akademiegebäudes an der Bismarckstraße mit den typischen Seminarrundbauten

## Geschichte

### Pädagogische Akademie – HfL – Lehrerinnenbildungsanstalt
Mit der Neuordnung der Weimarer Republik regte 1920 der Berliner Pädagoge Eduard Spranger an, reichsweit neben der Universität eine eigene Hochschulform für die nichtgymnasiale Lehrerausbildung zu schaffen, für die es bisher nur Lehrerseminare gab. Der preußische Kultusminister Carl Heinrich Becker betrieb die Gründung von Pädagogischen Akademien. Auch in Hannover wurde ab 1930 eine PA eröffnet. Um die Eigenständigkeit zu fördern, sollte sie in modernen Neubauten in der Bismarckstraße untergebracht werden, für die als Architekt Franz Erich Kassbaum beauftragt wurde. Am 28. Mai 1929 wurde der Grundstein in der Südstadt gelegt, die hannoversche Pädagogische Akademie war für 300 Studenten und 24 Dozenten geplant. Bereits 1931 stellte Preußen die Bauarbeiten am „neuartigen Bildungszentrum“ wieder ein – Ursachen waren die Weltwirtschaftskrise, Sparzwänge der preußischen Regierung und ein Lehrerüberschuss. Die PA selbst wurde mit dem Wintersemester 1931/32 geschlossen.
Bereits 1933 setzten die Nationalsozialisten den Rohbau unter Bernhard Rust fort. Der ehemalige Studienrat aus Hannover war seit 1928 Gauleiter von Südhannover-Braunschweig, 1934 stieg er zum Reichsminister für Wissenschaft, Erziehung und Volksbildung auf. Ab 1934 lernten 175 Studentinnen an der einzigen „Hochschule für Lehrerinnenbildung“ (HfL) im Deutschen Reich unter dem Direktor und Psychologen Friedrich Dittmers und seinem Stellvertreter Martin Wähler. Doch wurde erst 1935 das Gebäude fertiggestellt.
1941 stufte der NS-Staat die HfL zur Lehrerinnenbildungsanstalt (LBA) ab, bereits 14-jährige Mädchen waren zu prüfen, ob sie sich als Lehrerinnen (ohne Abitur) für die Zeit nach dem Krieg eigneten. Da die Anstalt bei den Luftangriffen auf Hannover wiederholt getroffen wurde, stellte man 1944 den Betrieb an der Bismarckstraße ein.

### Pädagogische Hochschule – Minister Becker-Hochschule
1946 wurde die Lehrerausbildung in der Bismarckstraße wiederaufgenommen. Die Pädagogische Hochschule (PH) konnte anfangs jedoch nur einen Teil der Räume nutzen, da auch die britische Besatzungsmacht und der Norddeutsche Rundfunk das Gebäude nutzten. Nur 300 Studierende wurden aufgenommen, um in vier Semestern das Volksschullehrerstudium zú absolvieren. 1953 wurde es auf sechs Semester verlängert. Der Direktor war der Geschichtsdidaktiker Arno Koselleck. Es gab zahlreiche praktische Unterrichtsversuche mit der Jena-Pädagogik Peter Petersens. Die NS-Verfolgte Wilhelmine Ludwig war eine Dozentin. Die „Minister-Becker-Hochschule“ wurde 1969 mit den übrigen PH ganz Niedersachsens zur Pädagogischen Hochschule Niedersachsen zusammengefasst, ehe 1978 die Einrichtung an der Bismarckstraße der Universität Hannover unterstellt wurde. Das niedersächsische Hochschulgesetz bestimmte, die Pädagogische Hochschule dem Fachbereich Erziehungswissenschaften zuzuordnen.